# Wohn- und Wirtschaftsgebäude Steinkampsweg 8
Das Wohn- und Wirtschaftsgebäude Steinkampsweg 8 (auch Eckes Hus) in der niedersächsischen Gemeinde Ostereistedt wurde in der zweiten Hälfte des 16. Jahrhunderts gebaut. Es ist das älteste Bauernhaus im Landkreis. Aktuell (2025) wird es museal (Besichtigung auf Anfrage) genutzt.
Das Gebäude steht unter Denkmalschutz (siehe auch Liste der Baudenkmale in Ostereistedt).

## Geschichte und Beschreibung
Ostereistedt wurde erstmals 1153 als Rocstede erwähnt und gehört zur heutigen Samtgemeinde Selsingen im Landkreis Rotenburg (Wümme).
Das eingeschossige traufständige Wohn- und Wirtschaftsgebäude als Zweiständer-Hallenhaus in Fachwerk mit Steinausfachungen, reetgedecktem Krüppelwalmdach, Niedersachsengiebel mit Uhlenloch, Pferdeköpfen und Grooter Door mit Rundbogen, wurde 1564 (dendrochronologisch datiert) gebaut. Es ist das älteste Hallenhaus des Landkreises. Der Wirtschaftsgiebel mit einfacher Auskragung auf profilierten Knaggen wurde im 17. Jahrhundert erneuert und der Wohnteil im 19. Jahrhundert. Es ist das einzige Haus im Wümmekreis ohne Schornstein. Solche Bauernhäuser nannte man auch Rauchhäuser. Um 1976 war das Haus noch bewohnt. 1994 stürzte das Dach des Hauses ein und ein Abrissantrag sollte gestellt werden. Die Interessensgemeinschaft Bauernhaus (IgB) sammelte Mittel und begann – auch mit sehr aktiver Nachbarschaftshilfe – ab 1995 mit der Sanierung des Hauses. Das Projekt leitete Wolfgang Dörfler von der IgB. 2010 wurde im Inneren ein gusseiserner Fünfplattenofen von 1743 (Inschrift), auch Bilegger genannt, aufgestellt.
Das Landesdenkmalamt befand u. a.: „… eine gut überkommene Zweiständerkonstruktion ….“